# Alberto Puschi
Alberto Puschi (Trieste, 13 febbraio 1853 – Trieste, 9 novembre 1922) è stato un archeologo e numismatico italiano.

## Biografia
Puschi studiò dal 1873 al 1877 storia, geografia, nonché filologia classica e italiana all'Università di Graz e si interessò in particolare di numismatica medievale. Dopo il suo ritorno a Trieste insegnò al Gymnasium cittadino e lavorò dal 1884 al 1919 come direttore del Civico museo di storia ed arte, che riorganizzò e ampliò con nuovi acquisti.
Dal 1887 al 1902 fu anche editore dell'„Archeografo Triestino“, la rivista della Società di Minerva, effettuò scavi archeologici a Trieste e in Istria. Alberto Puschi fu particolarmente legato agli scavi di Nesactium.
Puschi fu membro della Società Istriana di Archeologia e Storia Patria.

## Pubblicazioni
- L’atelier monétaire des patriarches d’Aquilée
- La zecca de' patriarchi d'Aquileja